# Ключ 102
| 田                     | 田         | 田         |
| ---------------------- | ---------- | ---------- |
| 101                    | 102        | 103        |
| Піньінь:               | tián       | tián       |
| Чжуїнь:                | ㄊ一ㄢˊ    | ㄊ一ㄢˊ    |
| Вейд-Джайлз:           | t'ien2     | t'ien2     |
| Ютпхін:                | tin4       | tin4       |
| Он:                    |            |            |
| Кун:                   | た ta      | た ta      |
| Кандзі:                | 田偏 tahen | 田偏 tahen |
| Хун:                   | 밭 bat     | 밭 bat     |
| Им:                    | 전 jeon    | 전 jeon    |
| Індекс у Вікісловнику: | 田         | 田         |

Ключ 102 — ієрогліфічний ключ, що означає заливне поле і є одним із 23 (загалом існує 214) ключів Кансі, що складаються з п'яти рисок.
У Словнику Кансі 192 символи із 40 030 використовують цей ключ.

## Символи, що використовують ключ 101

Як писати ієрогліф.

| без додаткових | 田 由 甲 申 甴 电                         |
| 1 додаткова    | 甶 𤰓 𤰔                                  |
| 2 додаткові    | 男 甸 甹 町 甼                            |
| 3 додаткові    | 画 甽 甾 甿 畀 畁 畂 畃 畄 畅             |
| 4 додаткові    | 畆 畇 畈 畉 畊 畋 界 畍 畎 畏 畐 畑 畒 畓 |
| 5 додаткових   | 畔 畕 畖 畗 畘 留 畚 畛 畜 畝 畞 畟 畠    |
| 6 додаткових   | 畡 畢 畣 畤 略 畦 畧 畨 畩 異             |
| 7 додаткових   | 番 畫 畬 畭 畮 畯 畱 畲 畳 畴             |
| 8 додаткових   | 畵 當 畷 畸 畹 畺                         |
| 9 додаткових   | 畻 畼 畽                                  |
| 10 додаткових  | 畾 畿                                     |
| 11 додаткових  | 疀 疁 疂                                  |
| 12 додаткових  | 疃 疄                                     |
| 13 додаткових  | 疅                                        |
| 14 додаткових  | 疆 疇                                     |
| 15 додаткових  | 疈                                        |
| 17 додаткових  | 疉 疊                                     |